# 班巴萨
班巴萨（Banbasa），是印度北阿坎德邦Champawat县的一个城镇。总人口7138（2001年）。

## 人口
该地2001年总人口7138人，其中男性3710人，女性3428人；0—6岁人口1112人，其中男582人，女530人；识字率67.05%，其中男性为74.88%，女性为58.58%。